# Man gewöhnt sich so schnell an das Schöne
«Man gewöhnt sich so schnell an das Schöne» —[man ɡəˈvøːnt zɪç zoː ʃnɛl an das ˈʃøːnə]; en español: «Uno se acostumbra tan rápido a las buenas cosas»— es una canción compuesta por Rudi Lindt e interpretada en alemán por Nora Nova. Se lanzó como sencillo en marzo de 1967 mediante Ariola. Fue elegida para representar a Alemania en el Festival de la Canción de Eurovisión de 1964 tras ganar la final alemana, Ein Lied für Kopenhagen, en 1964.

## Festival de Eurovisión

### Ein Lied für Kopenhagen
Esta canción participó en la final nacional para elegir al representante alemán del Festival de la Canción de Eurovisión de 1964, celebrada el 11 de enero de ese año y presentada por Hilde Nocker. Participaron seis canciones, y la votación corrió a cargo de un jurado «experto» y un jurado del público. Finalmente, la canción «Man gewöhnt sich so schnell an das Schöne», interpretada por Nora Nova, se declaró ganadora con 38 puntos.

### Festival de la Canción de Eurovisión 1964
Esta canción fue la representación alemana en el Festival de Eurovisión 1964. La orquesta fue dirigida por Willy Berking.
La canción fue interpretada 9ª en la noche del 21 de marzo de 1964 por Nora Nova, precedida por Reino Unido con Matt Monro interpretando «I Love the Little Things» y seguida por Mónaco con Romuald interpretando «Où sont-elles passées?». Al final de las votaciones, la canción no había recibido ningún punto; quedó en 13.er puesto de 16 y fue uno de los cuatro países que no estrenaron el marcador ese año.
La canción, con 34 letras, tiene la distinción de tener el título más largo en la historia del festival, dos más que la segunda más larga, «Warum es hunderttausend Sterne gibt», la representación austriaca del Festival de la Canción de Eurovisión 1967.
Fue sucedida como representación alemana en el Festival de 1965 por Ulla Wiesner con «Paradies, wo bist du?».

## Letra
En la canción, la intérprete habla de lo rápido que es acostumbrarse a ser tratado bien en una relación, solo para darse cuenta cómo es el mundo en realidad si esta acaba.

## Formatos
| Disco de vinilo 7" |                                             |          |  |
| N.º                | Título                                      | Duración |  |
| 1.                 | «Man gewöhnt sich so schnell an das Schöne» | 2:44     |  |
| 2.                 | «Schöne Männer haben's Schwer»              | 2:30     |  |

## Créditos
- Nora Nova: voz
- Rudi Lindt: composición
- Nils Nobach: letra
- Berlipp's Band: instrumentación, orquesta
- Ariola Records: compañía discográfica

Fuente:

## Historial de lanzamiento
| Región   | Fecha | Formato                    | Discográfica   | Ref.  |
| -------- | ----- | -------------------------- | -------------- | ----- |
| Alemania | 1964  | Disco de vinilo 7", 45 RPM | Ariola Records | [ 1 ] |